# Teruto Tsubota

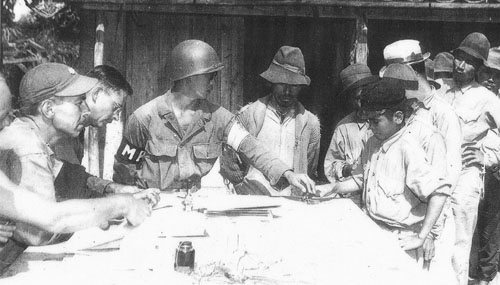
Tsubota, portant un brassard de la police militaire, avec des réfugiés d'Okinawa

Teruto "Terry" Tsubota, né le 28 juillet 1922 à Pahoa (Hawaï) et mort le 22 mai 2013 à Lihue, est un Nippo-Américain de deuxième génération (Nisei) et un marine américain. On lui attribue le sauvetage de centaines de vies civiles alors qu'il servait comme traducteur de combat du Military Intelligence Service (en) (MIS) avec la 6e division des Marines pendant la bataille d'Okinawa en 1945. Il était rattaché au 4e Régiment de Marines.

## Bataille d'Okinawa
Tsubota est resté un héros aux yeux des habitants d'Okinawa en tant qu'homme ayant empêché de nombreux morts au combat et suicides de civils pendant la bataille. Les forces de l'armée japonaise avaient laissé entendre à la population indigène d'Okinawa qu'elle subirait des viols et des violences de la part des forces américaines, et ont exhorté les Okinawans à se tuer ou à tuer d'autres personnes avant la défaite. Dans ce contexte, Tsubota parvint à convaincre de nombreux civils de ne pas se donner la mort.

## L'après guerre
À la fin de la guerre, Tsubota est resté vivre dans la préfecture d'Okinawa. En 1947, il épousa Kiyoko, une jeune habitante de l'île ayant survécu à l'enrôlement par l'armée impériale japonaise en tant qu'infirmière qu'il rencontra dans un camp de réfugiés. Ils élevèrent trois enfants ensemble. Il se retira de la fonction publique américaine en janvier 1993.
Il a accompagné le gouverneur d'Okinawa et d'autres responsables lors de la visite de Bill Clinton à la préfecture en 2000, et a été l'un des invités d'honneur du 59e anniversaire de la bataille qui s'est tenu au musée préfectoral de la paix d'Okinawa en 2004.
L'histoire de Tsubota et de ses collègues traducteurs nippo-américains a été racontée par James C. McNaughton en 2007 dans le livre Nisei Linguists: Japanese Americans in the Military Intelligence Service during World War II.